# Nuvoton
Tập đoàn Công nghệ Nuvoton (Nuvoton Technology Corporation) là một công ty bán dẫn của Đài Loan được thành lập năm 2008. Nó được tách ra từ Tập đoàn Điện tử Winbond để trở thành một công ty con độc lập, bắt đầu hoạt động vào tháng 7/2008, và bắt đầu (IPO) lên sàn chứng khoán Đài Loan vào tháng 9/2010 (với mã TWSE: 4919).

## Tổng quan
Các dòng sản phẩm chính của Nuvoton là Vi mạch Ứng dụng Vi điều khiển, Vi mạch Ứng dụng Âm thanh, Các vi mạch Điện toán Đám mây (Cloud & Computing ICs)] và dịch vụ sản xuất vi mạch bán dẫn. Họ vi mạch vi điều khiển ARM Cortex™-M0 của hãng có tên NuMicro® nổi tiếng về mật độ tích hợp và chức năng. Dòng sản phẩm Điện toán Đám mây của hãng thiết kế và sản xuất ra các chip chính cho các bo mạch chủ của máy vi tính, máy tính xách tay và máy chủ, cung cấp các giải pháp hoàn chỉnh về siêu kết nối Vào/Ra (Super I/O), vi mạch giám sát phần cứng, vi mạch quản lý điện năng, vi mạch bảo mật TPM, bộ điều khiển bàn phím máy tính xách tay, và điều khiển nhúng (EC) nền tảng di động.
Nuvoton vận hành một nhà máy sản xuất vi mạch công nghệ 6-inch nhằm cung cấp dịch vụ sản xuất đóng gói vi mạch (foundry service) cho các sản phẩm vi mạch mang nhãn nhiệu của riêng mình cũng như là cho các đối tác sản xuất được lựa chọn.

## Các bộ phận của Công ty
Nuvoton gồm có 3 nhóm sản phẩm: (1) Nhóm kinh doanh ứng dụng vi điều khiển, (2) Nhóm kinh doanh Điện toán Đám mây, (3) Nhóm kinh doanh xưởng sản xuất.

### Nhóm kinh doanh ứng dụng vi điều khiển
Nhóm kinh doanh ứng dụng vi điều khiển của Nuvoton tập trung chủ yếu vào các vi mạch vi điều khiển và các vi mạch xử lý âm thanh (voice & speech). Họ NuMicro® của Nuvoton là dòng vi điều khiển đa năng 32 bit đầu tiên có lõi ARM® Cortex™-M0 được giới thiệu ở châu Á; Sản phẩm này có các tính năng như đầu vào điện áp có dải rộng, khả năng chống nhiễu cao, có thiết kế chống được tiếng ồn cao, đặc biệt phù hợp cho điều khiển hệ thống công nghiệp giống như vi điều khiển 8 bit. Thị trường mục tiêu của nó gồm có điện tử y tế, động cơ DC không chổi than, màn hình cảm ứng, USB và v.v… Dòng emPowerAudio™ của Nuvoton cung cấp các thiết kế nền tảng nhạc thoại (voice-base) với hiệu suất cao chưa từng có, tiêu thụ ít điện năng, và các lợi thế về thời-gian-ra-thị-trường nhằm mở rộng sang một loạt các thiết bị âm thanh di động, các hệ thống thông tin giải trí trong phương tiện giao thông, và điện thoại VoIP. Hệ thống âm thanh trên chip ARM (ARM Audio SoC) của Nuvoton là ChipCorder đầu tiên của ngành công nghiệp có tính năng lõi vi điều khiển 32-bit ARM® Cortex™-M0. Cụ thể là hệ-thống-trên-chip (SoC) ISD9160 tối ưu hóa việc ghi và phát lại âm thanh với công suất thấp ở một loạt yêu cầu các ứng dụng công nghiệp, như là các thiết bị y tế di động, hệ thống an ninh, và các phương tiện giao thông công cộng cũng như là các thiết kế dân dụng, bao gồm âm thanh không dây, cảm biến nút nhấn điện dung cho các màn hình cảm ứng, các thiết bị điện gia dụng, đồ chơi và các thứ mới khác.

### Nhóm kinh doanh Điện toán Đám mây
Nuvoton sản xuất nhiều loại Vi mạch Ứng dụng Chuyên biệt (ASICs); tiếp nối sự nỗ lực của Winbond trong suốt những năm qua, Nuvoton đã chiếm lĩnh được sự phát triển các sản phẩm chip chính cho các bo mạch chủ máy vi tính, máy tính xách tay và máy chủ, cung cấp các giải pháp hoàn chỉnh và đa dạng về siêu kết nối Vào/Ra (Super I/O), và các linh kiện vi mạch cho giám sát phần cứng, quản lý điện năng, bảo mật TPM, điều khiển bàn phím máy tính xách tay,… Đặc biệt là các sản phẩm siêu kết nối Vào/Ra (Super I/O) và điều khiển nhúng (EC) nền tảng di động đã giúp hãng chiếm được một thị phần chi phối trên thị trường.

### Nhóm kinh doanh xưởng sản xuất
Nhóm kinh doanh xưởng sản xuất của Nuvoton vận hành một nhà máy sản xuất chip bán dẫn (Foundry FAB), đáp ứng một loạt các công nghệ bao gồm Generic Logic, Mixed Signal (Mixed Mode), High Voltage, Ultra High Voltage, Power Management, Mask ROM (Flat Cell), các xử lý Bộ nhớ Logic Non-Volatile nhúng, v.v… trên nền tảng công nghệ 0.35 µm tới 0.6 µm.

## Các văn phòng trên toàn cầu
Tân Trúc, Đài Loan
- Tập đoàn Công nghệ Nuvoton (Trụ sở chính) - Nuvoton Technology Corporation (Headquarters);
- Chức năng: R&D, tiếp thị, sản xuất (Fab), bán hàng

Đài Bắc, Đài Loan
- Văn phòng bán hàng Đài Bắc(Taipei Sales Office);
- Chức năng: bán hàng, FAE

Thượng Hải, Trung Quốc
- Công ty TNHH Công nghệ Điện tử Nuvoton (Thượng Hải) - Nuvoton Electronics Technology (Shanghai) Limited;
- Chức năng: bán hàng, FAE

Thâm Quyến, Trung Quốc
- Công ty TNHH Công nghệ Điện tử Nuvoton (Thâm Quyến) - Nuvoton Electronics Technology (Shenzhen) Limited;
- Chức năng: bán hàng, FAE

Hồng Kông, Trung Quốc
- Công ty TNHH Công nghệ Điện tử Nuvoton (Hồng Kông) - Nuvoton Electronics Technology (H.K.) Limited;
- Chức năng: Bán hàng

San Jose, California, Hoa Kỳ
- Tập đoàn Công nghệ Nuvoton (Mỹ) - Nuvoton Technology Corp. America;
- Chức năng: R&D, bán hàng

Herzlia, Israel
- Công ty TNHH Công nghệ Nuvoton (Israel) - Nuvoton Technology Israel Ltd.;
- Chức năng: R&D